# سوئیس لایف

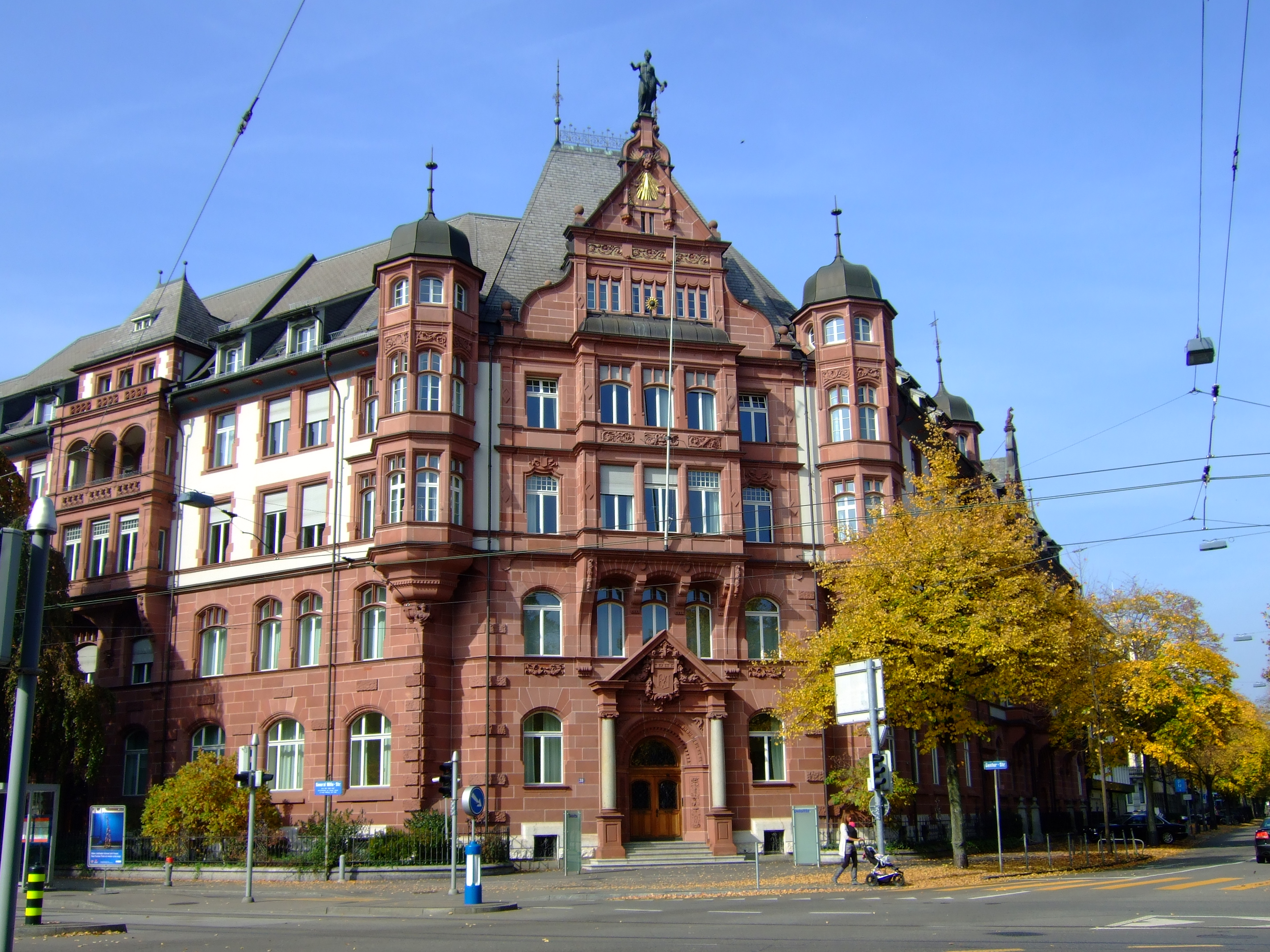
ساختمان اداری سوئیس لایف، در زوریخ

سوئیس لایف (به انگلیسی: Swiss Life) شرکت خدمات مالی سوئیسی است، که در زمینه ارائه خدمات بیمه عمر، مزایای بازنشستگی، بیمه تصادفات و مدیریت دارایی فعالیت می‌کند.
شرکت سوئیس لایف در سال ۱۸۵۷ توسط آلفرد اشر تأسیس شد و در حال حاضر با سرمایه در گردشی معادل ۱۳۳ میلیارد فرانک سوئیس، به‌عنوان بزرگترین ارائه‌کننده خدمات بیمه عمر در سوئیس به‌شمار می‌آید.
دفتر مرکزی این شرکت در شهر زوریخ، سوئیس قرار دارد و بخشی از سهام آن در بازار بورس سیکس سوئیس معامله می‌شود. سوئیس لایف هم‌اکنون اسپانسر اصلی تیم ملی فوتبال سوئیس می‌باشد.